# Öztürkçe

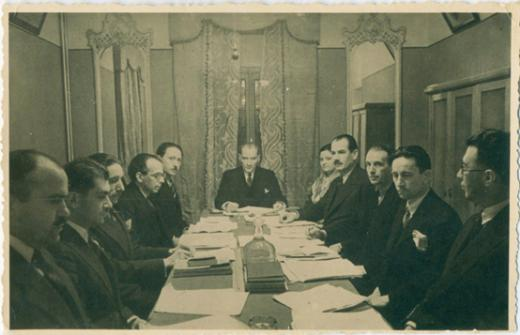
Incontro del Türk Dil Kurumu presieduto da Kemal Atatürk, 4 gennaio 1933

L'Öztürkçe o Öz Türkçe, "turco puro" (pronuncia in turco [œztyɾkˈʧɛ], composto dalle parole öz, puro, e türkçe, turco) è un neologismo che designa una varietà del turco moderno della Turchia. Non è né una lingua artificiale né una lingua distinta dal turco standard, ma un insieme di modifiche lessicali e sintattiche volte a sostituire molte parole o costruzioni lessicali di origine non turca, come il persiano e l'arabo presenti nel turco ottomano, con termini equivalenti tratti dalla base lessicale delle antiche lingue turche.
Ciò è avvenuto dopo la riforma linguistica (con il passaggio dall'alfabeto turco ottomano basato sui caratteri arabi all'alfabeto latino) del 1928, una delle conseguenze della politica linguistica della Turchia repubblicana. Al centro della politica turca dagli anni '30 agli anni '80, l'öztürkçe era inizialmente uno strumento di propaganda per l'ideologia kemalista prima di diventare pienamente parte integrante della lingua turca contemporanea.

## Origini dell'öztürkçe
Sebbene il potere kemalista avesse avviato la sua riforma di purificazione della lingua turca all'inizio degli anni '30, l'evocazione di una riforma linguistica era già evocata dalle riforme del Tanzimat, e rafforzata dalla seconda era costituzionale (1908-1920), divenendo un elemento centrale del discorso politico filo-occidentale all'inizio del XX secolo.

### Riforma linguistica
La riforma linguistica fu avviata nel 1928 nell'ambito delle riforme di Atatürk con l'abbandono dell'alfabeto arabo in favore dell'alfabeto latino.

## Il ruolo del Türk Dil Kurumu
Il Türk Dil Kurumu (Organizzazione linguistica turca) fu fondato il 12 luglio 1932 con l''obiettivo di "rivelare l'essenziale bellezza e ricchezza della lingua turca, facendola raggiungere un'altezza degna del suo valore tra le lingue del mondo." Durante i primi tre congressi tenuti nel 1932, 1934 e 1936 sotto la guida di Atatürk, il TDK, secondo i propri archivi, determinò la politica linguistica, presentando e discutendo articoli scientifici. Il TDK raccolse a questo scopo le diciture turche nelle fonti storiche e nei dialetti anatolici. Su questa base, il TDK creò un gran numero di neologismi che vennero diffusi utilizzando media e libri di testo. Nel 1937, lo stesso Atatürk scrisse anonimamente un libro di geometria per studenti con termini speciali scelti da lui, che sono ancora in uso oggi. Dagli anni '40 il TDK sviluppò dizionari normativi (Türkçe Sözlük) e guide ortografiche (İmlâ kılavuzu).
Quando Atatürk morì, nel 1938, il TDK continuò il suo lavoro e le sue raccomandazioni per promuovere l'öztürkçe, specialmente dopo gli anni '60. Dopo i primi anni '80, i dibattiti si fermarono e gli studi scientifici ebbero un'accelerata.

## Costituzione lessicale

Il 7,2% della base lessicale è di origine araba, il 5% di origine francese e l'1,5% di origine persiana.

Poco dopo la fondazione del TDK, il lavoro tentò di identificare una base lessicale dell'öztürkçe. Nel 1934 lo storico sufi Abdülbaki Gölpınarlı pubblicò nella Rivista di turcologia un elenco di parole presentate come öztürkçe dalla raccolta di Yunus Emre, un attivo poeta di Eskişehir della fine del XIII secolo agli inizi del XIV secolo. Gölpınarlı sottolineò che Yunus Emre, "comprese l'importanza di parlare al popolo attraverso la lingua del popolo" e permise così che le sue opere avessero una "portata nazionale".

## Lessico
Molte parole dell'öztürkçe sono parte integrante del turco standard di oggi e pertanto la lettura di testi scritti in caratteri latini prima degli inizi anni '30 risulta difficile.
Tuttavia, esiste ancora una base lessicale allogenica relativamente ampia. Molte parole arabe e persiane sono state sostituite da parole francesi, ripristinate quasi senza modifiche.
Il TDK offre sempre un dizionario delle traduzioni alternative in öztürkçe per queste parole. 